# Roanne
Roanne är en kommun i departementet Loire i regionen Auvergne-Rhône-Alpes i centrala Frankrike. Kommunen är chef-lieu för 2 kantoner som tillhör arrondissementet Roanne. År 2022 hade Roanne 35 364 invånare.

## Befolkningsutveckling
Antalet invånare i kommunen Roanne
| Referens: INSEE |